# Stacey Solomon
Stacey Chanelle Charlene Solomon (Dagenham, Londres; 4 de octubre de 1989), conocida como Stacey Solomon, es una presentadora de televisión y cantante británica.
En 2009 saltó a la fama tras su audición en la sexta temporada del programa de televisión británico The X Factor, durante su primera audición interpretó el tema «What a wonderful world». Finalmente fue aceptada en el reality show y obtuvo el tercer lugar de la competencia. Durante su participación canciones como «The Scientist», «At Last», «Somewhere Only We Know» y «Somewhere» recibieron críticas positivas por parte del jurado conformado por Dannii Minogue, Cheryl Cole y Simon Cowell. 
Tras salir del programa de televisión y después de seis años lanzó en marzo de 2015 su primer sencillo denominado «Shy», el cual se desprende de su primera producción discográfica del mismo nombre, la cual fue lanzada en abril del mismo año.

## Biografía y carrera artística

### 1989-2008: Primeros años de vida

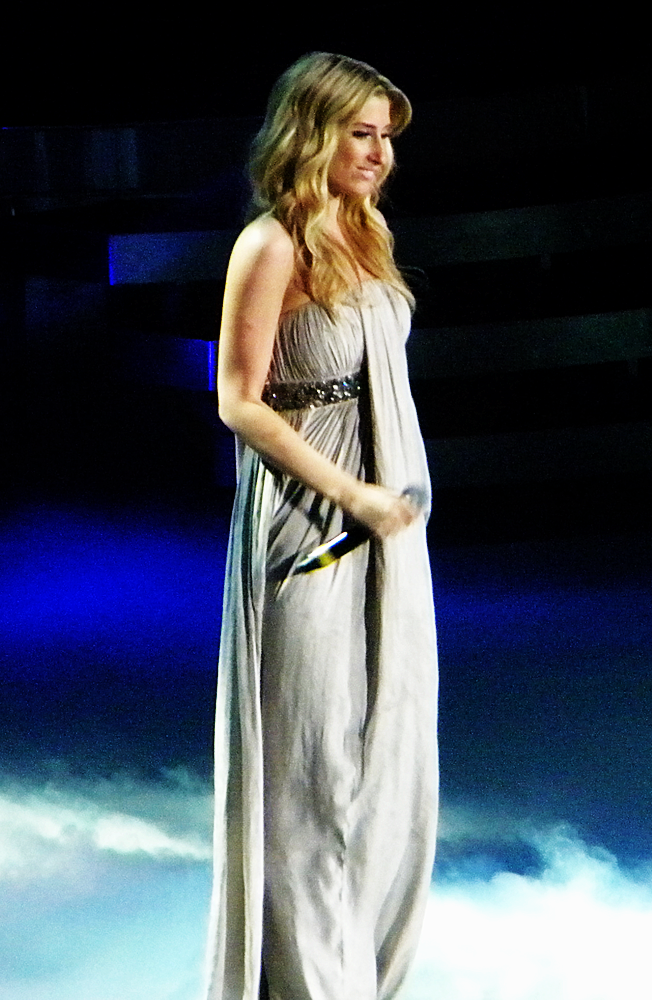
Stacey en 2010.

Stacey Solomon nació el 4 de octubre de 1989 en Dagenham, Inglaterra. Es hija de Fiona, y David Solomon, quienes se encuentran actualmente divorciados. Su padre es judío, y emigró junto a su familia a Gran Bretaña de Irak y Polonia; mientras que su madre nació en Inglaterra, poco antes de casarse con el padre de Stacey se había convertido al judaísmo también. Durante su vida académica asistió al King Solomon High School.

### 2009-2010: The X Factor
Stacey audicionó para la sexta temporada del reality show británico The X Factor con el tema What a wonderful world, del fallecido trompetista estadounidense Louis Armstrong. Fue considerada como una de las doce participantes y avanzó a la etapa de presentaciones en vivo, durante su participación fue amadrinada por la cantante australiana Dannii Minogue. En su primera presentación en vivo interpretó el tema The Scientist del grupo Coldplay, obteniendo críticas positivas por parte de los jueces, posteriormente interpretaría el tema At Last por el cual recibiría más votos por parte del público. Posteriormente interpreataría los temas When You Wish Upon a Star, Somewhere Only We Know, Son of a Preacher Man, y en su sexta presentación los temas Who Wants to Live Forever y You Are Not Alone, este último cover que realizaría junto a sus compañeros del programa y el cual encabezaría las listas de popularidad en Reino Unido. En la séptima semana interpretó I can't make you love me y nuevamente recibió críticas positivas de los jueces y el público. Para su octava presentación Rule the World y Something about the way you look tonight de Elton John.
Se convirtió en semifinalista e interpretó el tema The way you make me feel de Michael Jackson y Somewhere, este último por el cual recibió una ovación de pie por los jueces. Logró llegar a la final del programa donde realizó un dueto junto a Michael Bublé con el tema Feeling Good, Who Wants to Live Forever, y en donde volvió a interpretar What a Wonderful World obteniendo finalmente el tercer lugar de la competencia tras Olly Murs y Joe McElderry.
Tras finalizar el programa de televisión realizó una gira junto a los otros finalistas.

### 2011-2014
El 18 de diciembre de 2011 dio a conocer la versión Driving Home for Christmas como sencillo navideño, el cual alcanzó el puesto número veintisiete en Reino Unido. En 2012 participa como jurado del programa Top Dog Model de la cadena ITV2 de Reino Unido.

### 2015-presente:Shy
Después de seis años en marzo de 2015 dio a conocer su primer sencillo «Shy» el cual se desprende del álbum del mismo nombre, el álbum fue publicado en abril logrando colocarse en el puesto cuarenta y cinco en Reino Unido.

## Vida privada
A la edad de 17 años Stacey se quedó embarazada de su entonces novio, Dean Cox. Sin embargo, la pareja se separó poco antes del nacimiento de su primer hijo, Zachary, en 2008. 
Comenzó a salir con Aaron Barham, a quien conoció durante unas vacaciones en Grecia. La pareja se comprometió el 4 de diciembre de 2011 y en 2012 nació su segundo hijo y el primero de la pareja, Leighton. Sin embargo, su relación terminó. 
Desde 2015 mantiene una relación con Joe Swash, con el que tiene un hijo, Rex, nacido en 2019. En junio de 2021 anunció que estaba embarazada de su cuarto hijo. Tuvo a su cuarta hija en su 32° cumpleaños, el 4 de octubre de 2021. En diciembre de 2022 anunció que estaba esperando su tercer hijo con Swash y su quinto hijo en total. En marzo de 2023 nació su hija Belle.

## Discografía

### Álbumes de estudio
- 2015: Shy

### Sencillos
- 2009: «You Are Not Alone»[Nota 1]
- 2011: «Driving Home for Christmas»
- 2015: «Shy»